# Весман, Фридрих Карлович
Фри́дрих Ка́рлович Ве́сман (латыш. Frīdrihs Vesmanis, 15 апреля 1875, Рундальская волость — 7 декабря 1941, Соликамская тюрьма) — латвийский юрист и политик. Первый спикер Сейма Латвии. Работал адвокатом в Митаве и в Петербурге. Журналист. Один из первых членов Избирательной комиссии Латвии. Депутат Учредительного собрания Латвии и 1-го Сейма Латвии. Посол Латвии в Соединённом Королевстве. В 1927 году был кандидатом в президенты Латвии. Кавалер Ордена Трёх Звёзд. Представлял политическую силу «Латвийская социал-демократическая рабочая партия». Окончил Тартуский университет и Петербургский университет. Издатель «Sociāldemokrāts» и «Latviešu Strādnieks».

## Архивы
- ЦГИА. Фонд 14. Опись 3. Дело 33550.(Весман Фридрих Карлов)